# Leptothorax oraniensis
Leptothorax oraniensis är en myrart som beskrevs av Auguste-Henri Forel 1894. Leptothorax oraniensis ingår i släktet smalmyror, och familjen myror.

## Underarter
Arten delas in i följande underarter:
- L. o. chobauti
- L. o. oraniensis
- L. o. sergensis